# Crassula vaginata
Crassula vaginata är en fetbladsväxtart. Crassula vaginata ingår i släktet krassulor, och familjen fetbladsväxter.

## Underarter
Arten delas in i följande underarter:
- C. v. minuta
- C. v. vaginata